# Elatostema appendiculatum
Elatostema appendiculatum är en nässelväxtart som beskrevs av Elmer Drew Merrill. Elatostema appendiculatum ingår i släktet Elatostema och familjen nässelväxter. Inga underarter finns listade i Catalogue of Life.